# Спринклер

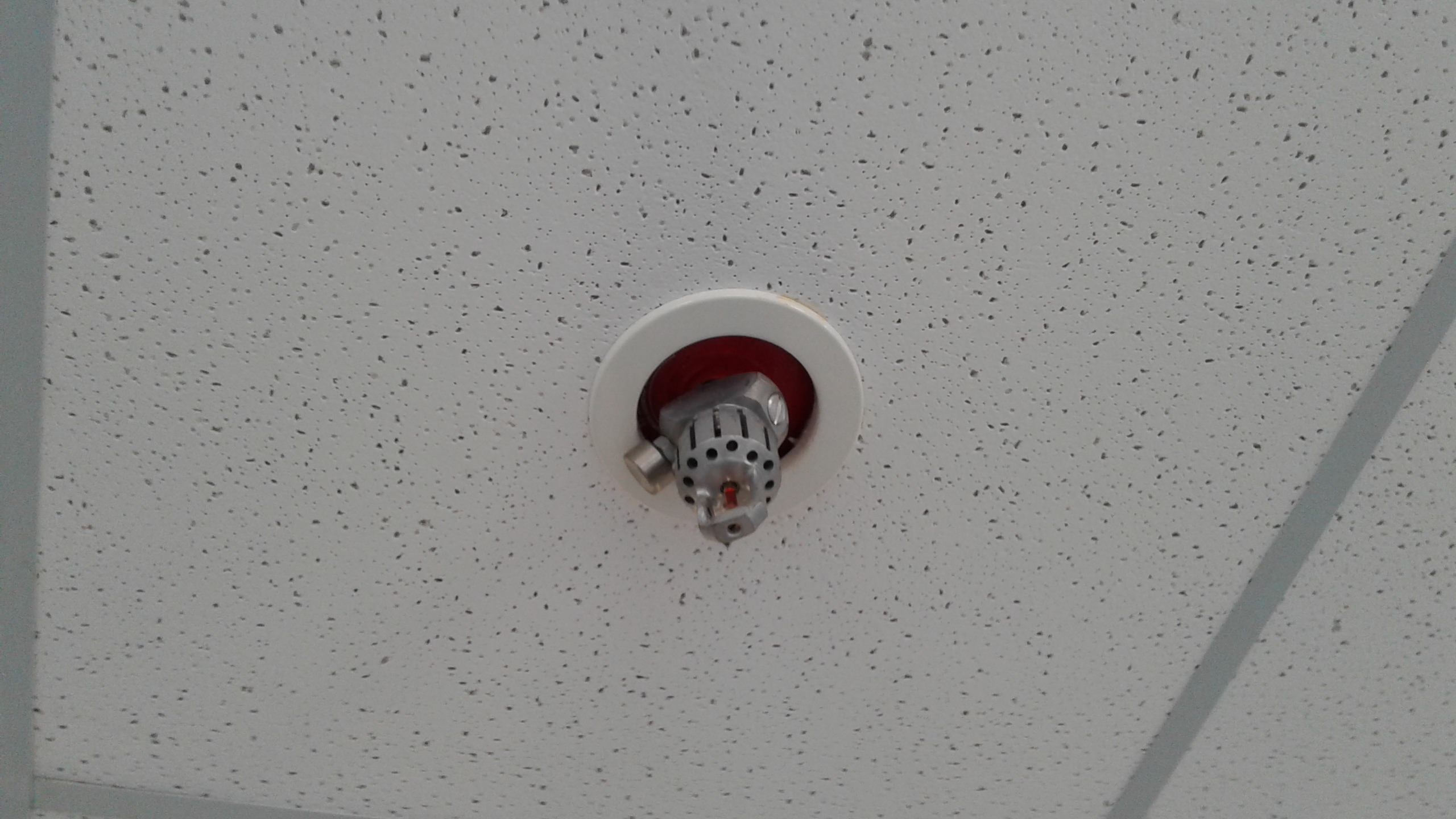
Спринклер з червоною (+68°С) колбою

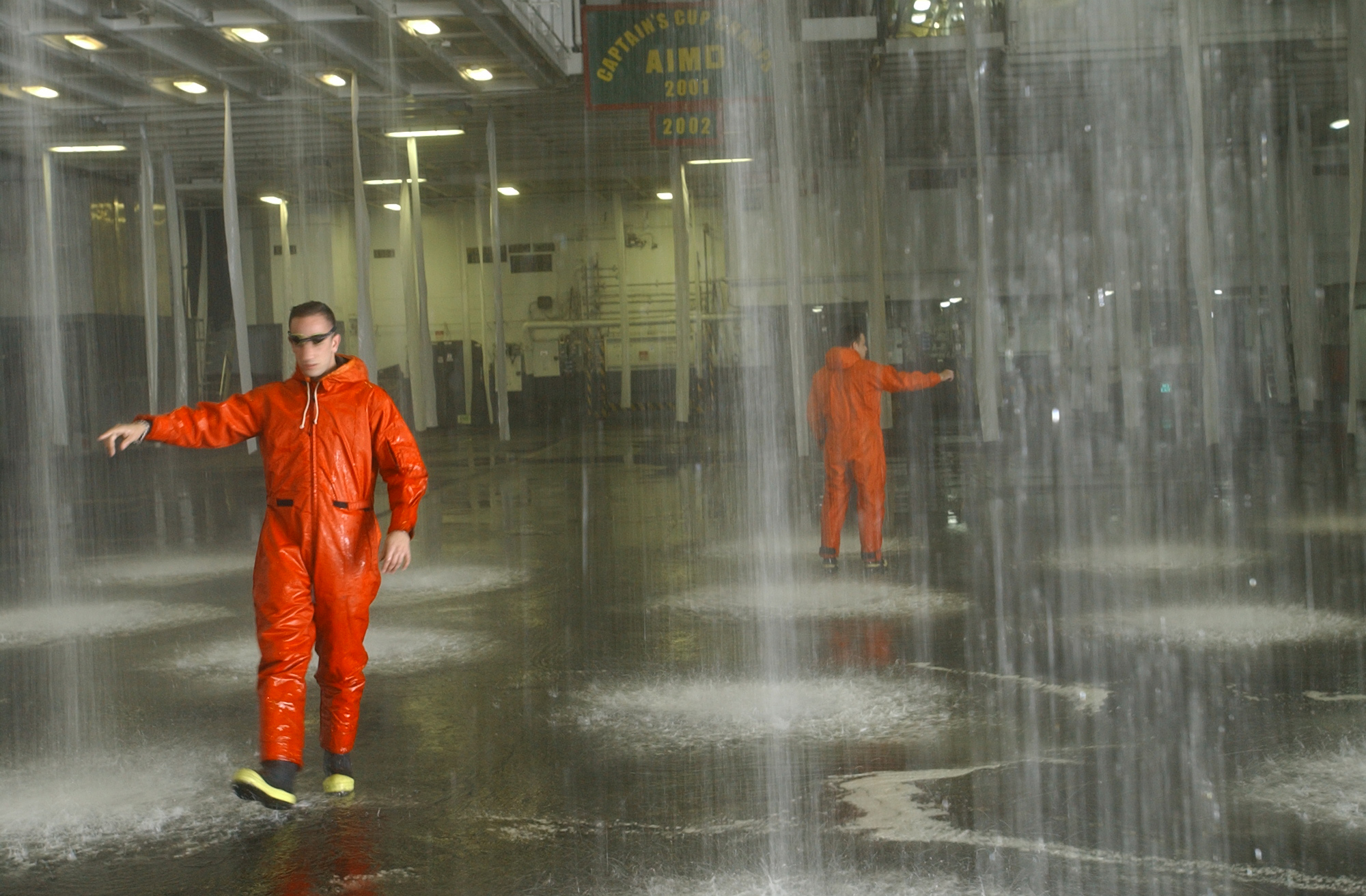
Випробування спринклерної системи

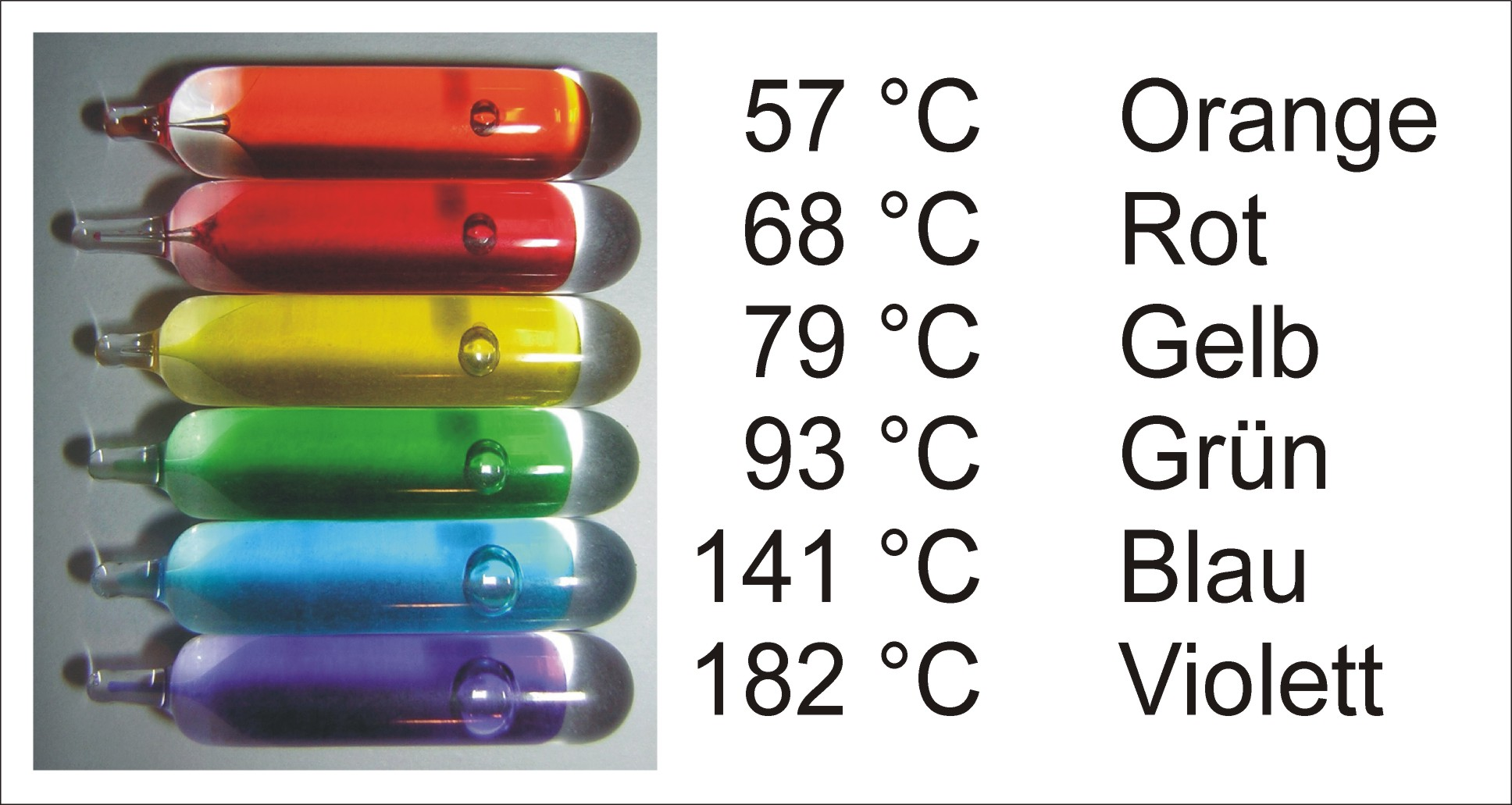
Температуру спрацювання спринклера визначають за кольором колби

Спри́нклерна систе́ма є активним видом протипожежного захисту, що складається з пожежних спринклерів об'єднаних системою водопостачання, яка забезпечує відповідний тиск і подачу води у систему водорозподільних трубопроводів. На сьогоднішній день спринклери для квартир та невеликих будинків, доступні за прийнятною ціною. Протипожежні спринклерні системи, широко використовуються у всьому світі — кожного року встановлюється понад 40 мільйонів спринклерних головок. У будівлях, повністю захищених пожежними спринклерними системами, понад 96 % пожеж контролювалися лише пожежними спринклерами.

## Історія
Леонардо да Вінчі розробив спринклерну систему у XV столітті для кухні свого покровителя, яку він автоматизував за допомогою супер-печі та системи конвеєрних стрічок. Як і у «комедії помилок», під час величезного бенкету, все пішло не так, коли спалахнув вогонь. «Система спринклерів спрацювала занадто добре — викликала потік води, який вимив усю їжу та добру частину кухні».
Амброуз Годфрі створив першу успішну автоматичну спринклерну систему 1723 року. Щоби випускати вогнегасну рідину з баку, він використовував порох.
Першу у світі, схожу на сучасну спринклерну систему, було установлено у Королівському Театрі на Друрі Лейн у Сполученому Королівстві 1812 року, її архітектором Вільямом Конгреве, і того ж року, вона була захищена патентом № 3606. Система складалася з циліндричного герметичного резервуару на ~ 95000 літрів, та 10-дюймового (250 мм) водогону, який розгалужувався до всіх частин театру. Низка менших труб, у які з розподільної труби, подавалася вода, були пронизані великою кількістю 1/2 дюймових (13 мм) отворів, крізь які виливалася вода у разі пожежі.
З 1852 по 1885 рік, перфоровані трубні системи були використані на текстильних фабриках по всій Новій Англії, як засіб протипожежної безпеки. Однак вони не були автоматичними системами, тобто вони самі не вмикалися. Вперше, винахідники почали досліджувати автоматичні спринклерні пристрої, близько 1860 року. Перша автоматична спринклерна система, була запатентована Філіпом В. Праттом з Абінгтона, Массачусетс, 1872 року. Генрі С. Парамалі з Нью-Гейвена, Коннектикут вважається винахідником першої практичної автоматичної спринклерної головки. Пармалей, вдосконалив патент Пратта і створив кращу систему спринклерів. 1874 року, він встановив свою пожежну спринклерну систему на фортепіанну фабрику, якою володів.
Фрідріх Гріннелл удосконалив конструкцію Пармалея, а у 1881 році, запатентував автоматичний спринклер, що і носить його ім'я. Він продовжував вдосконалювати пристрій, і 1890 року винайшов спринклер скляного диска, майже такий, що застосовується і тепер.

## Використання

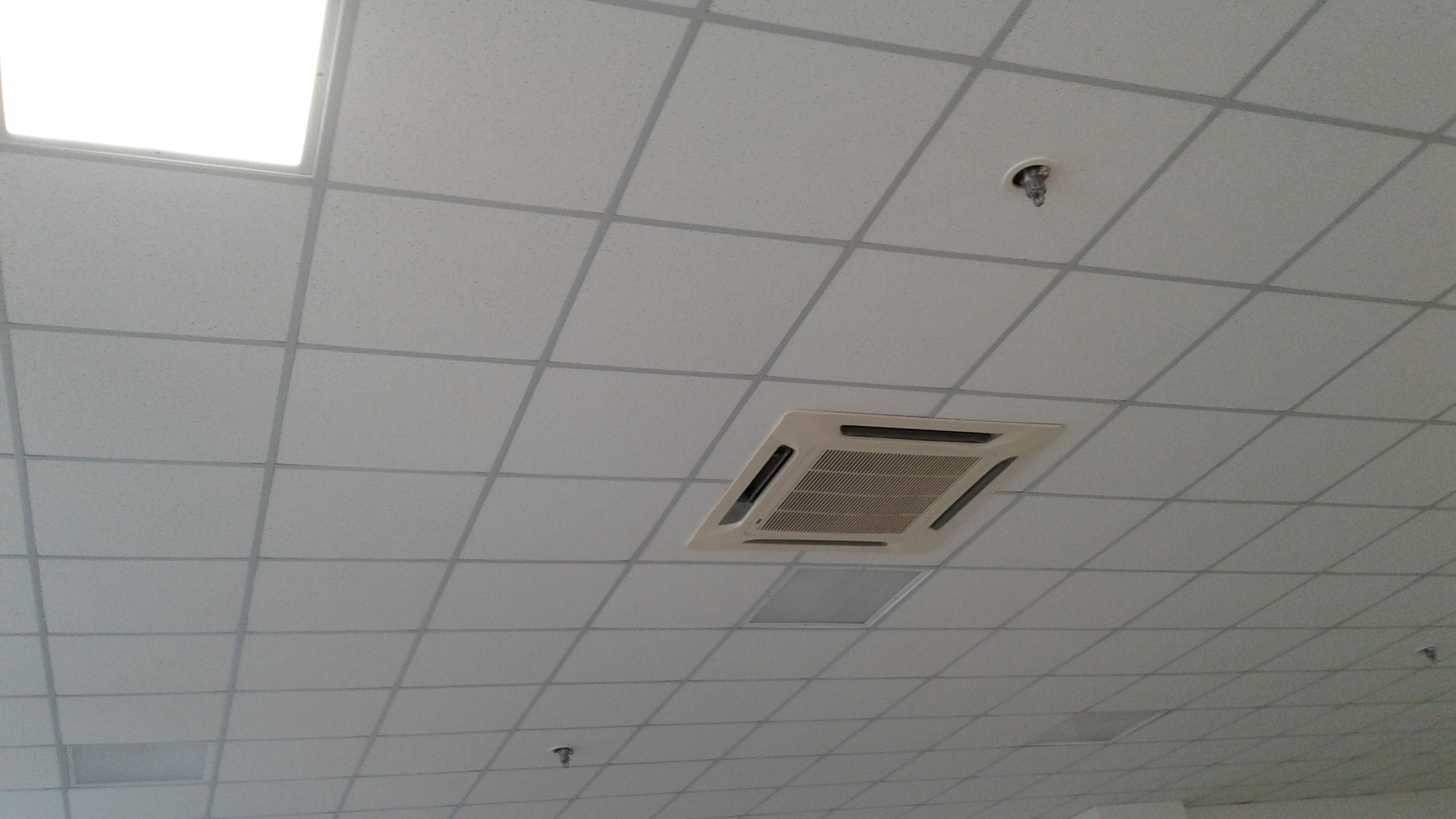
Система порошкового пожежогасіння. Балони з вогнегасною речовиною знаходяться вгорі за стелею армстронг. У разі збільшення температури біля стелі до +68°С (червона колба спринклера), спрацьовує клапан пожежогасіння, Миколаїв, автосервісний центр, 2007

2016 року, Уельс став першою країною у світі, де спринклери обов'язкові для всіх нових будинків. Закон застосовується до новозбудованих споруд та багатоквартирних будинків, а також будинків для догляду та університетських гуртожитків. У Шотландії, усі нові школи, а також нові будинки догляду та житлові багатоквартирні будинки, обладнано спринклерними системами.
У Великій Британії, з 90-х років, спринклери дістали визнання у межах Будівельних правил (Англія та Уельс) та шотландських Стандартах будівництва.
У Норвегії, з липня 2010 року, все нове житло, що має більш ніж два поверхи, усі нові готелі, будинки догляду та лікарні, повинні бути обладнані спринклерами. У Фінляндії з 2010 року, третину будинків для догляду, було осучаснено спринклерами. Пожежа у центрі затримання незаконних іммігрантів в аеропорту Схіпхол у Нідерландах 27 жовтня 2005 року, де загинуло 11 затриманих, призвела до удосконалення спринклерних систем у всіх подібних закладах Нідерландів. 11 квітня 1996 року, пожежа в аеропорту Дюссельдорф, внаслідок якої загинуло 17 людей, призвела до модернізації спринклерів у всіх основних аеропортах Німеччини. У більшості європейських країн також, вимагаються спринклери у торговельних центрах, на великих складах і в багатоповерхових будинках.
2011 року Пенсільванія та Каліфорнія, стали першими американськими штатами, де вимагалося застосування спринклерних систем у новому житловому будівництві. Проте Пенсильванія пізніше, скасувала цей закон того ж року. Зараз, багато муніципалітетів США, вимагають житлових спринклерів, навіть якщо вони не обов'язкові на державному рівні.

## Види

### Системи мокрих спринклерних труб
Мокрі системи спринклерних труб, встановлюються набагато частіше, за усі інші типи пожежних спринклерних систем. Вони також, є найнадійнішими, через свою простоту, оскільки єдиними дієвими складниками, є автоматичні спринклери і (зазвичай, але не завжди) автоматичні контрольні клапани. Автоматичне водопостачання забезпечує подачу води під тиском до системного водогону.

### Системи сухих труб

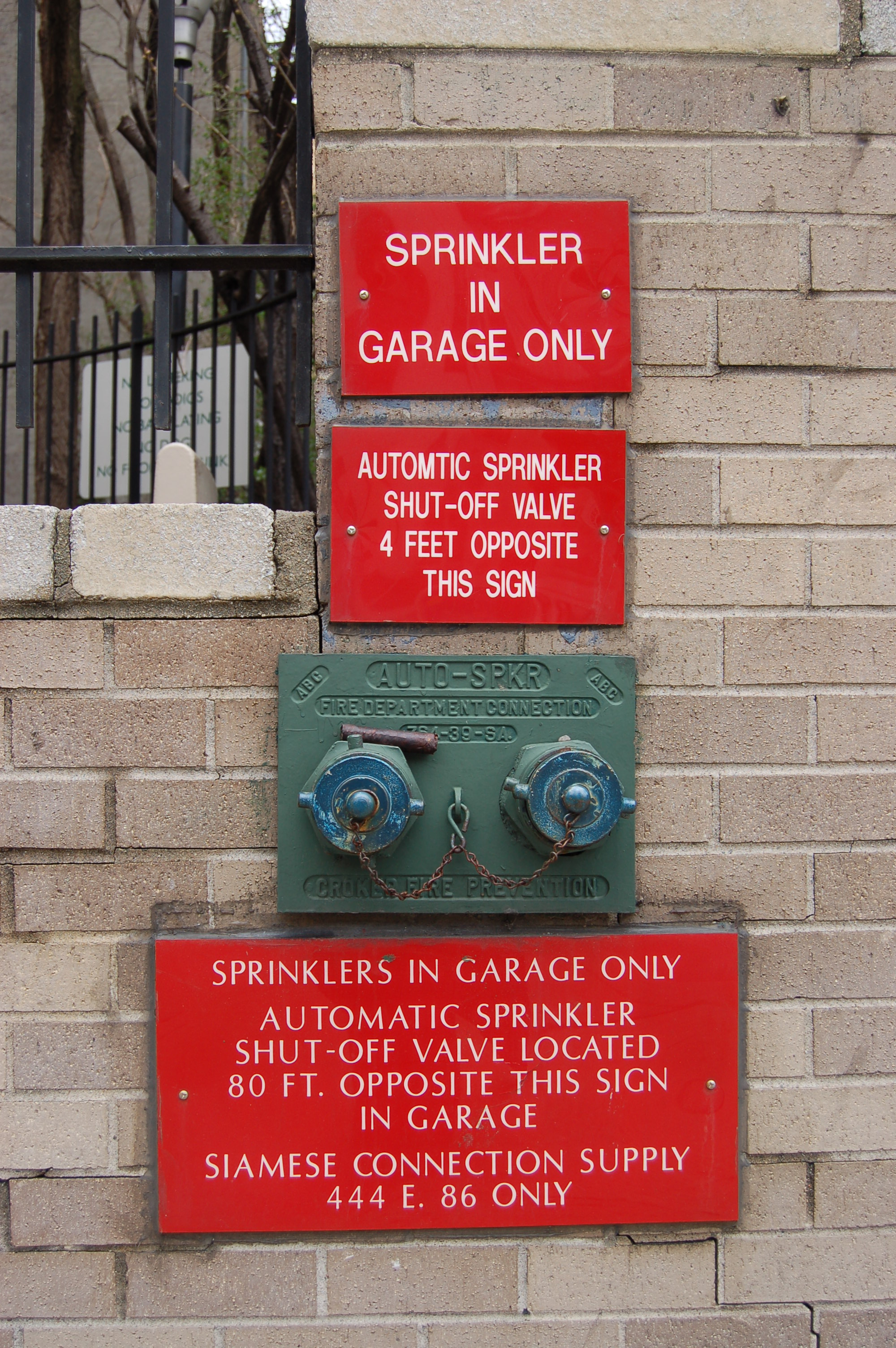
Спринклерна система у гаражі (Нью-Йорк)

Системи сухих труб, є другим найбільш розповсюдженим видом спринклерних систем. Системи сухих труб встановлюють у приміщеннях, де температура довкілля, може бути досить низькою, щоби заморозити воду у разі використання мокрої трубопровідної системи, що робить систему пожежогасіння, непрацездатною. Сухі трубопровідні системи, найчастіше, використовуються у неопалюваних будинках, гаражах, на стоянках, під зовнішніми навісами, прикріпленими до опалювальних будинків (в яких повинна бути забезпечена система мокрого водогону) або у холодильних камерах. У регіонах, що використовують правила NFPA, системи водяних труб, не може бути встановлено, якщо розбіг температур довкілля, не перевищує 4 °C.
Вода не присутня у трубопроводі доти, поки система не працює; замість цього трубопровід заповнюється повітрям під тиском, нижчим від напору подачі води. Для запобігання передчасному введенню води до трубопроводу, його конструкція передбачає встановлення зворотного клапана спеціалізованого типу.
Коли запускається одна або кілька автоматичних спринклерних головок, клапан відкривається, та дозволяє повітрю в трубопроводі, вийти з цього спринклера. Кожен спринклер працює незалежно, оскільки саме його температура, зростає вище порога спрацьовування. Коли потік повітря у трубопроводі падає, перепад напору на сухому клапані труби змінюється, що дозволяє воді поступати до системи трубопроводів.
Деякі власники нерухомості та мешканці житлових будинків, можуть розглядати сухі спринклерні системи, більш придатними аби захищати цінні колекції та інші чутливі до води області. Цю усвідомлену перевагу, пов'язано з побоюванням, що мокрі системи трубопроводів, можуть повільно пропускати воду без причини, тоді як системи з сухими трубами, цього позбавлені.

#### Вади використання систем пожежогасіння з застосуванням сухих труб

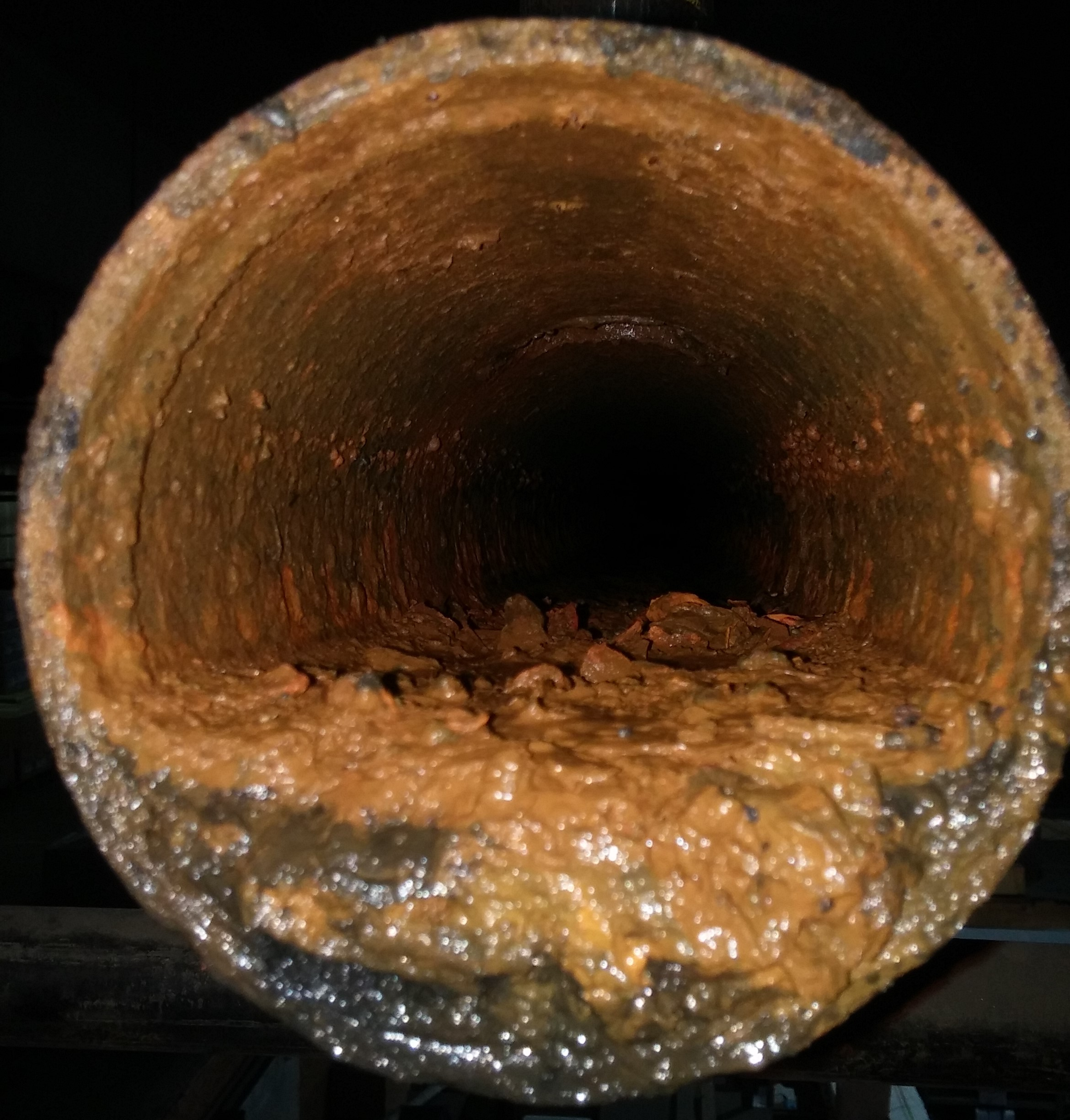
Основна спринклерна система сухої труби з корозійним сміттям, спричинена окисненням

- Якщо спринклери використовують одну і ту-ж систему водогону, яка подає воду на пожежні рукави, то подачу води до пожежних кранів, буде дуже скорочено або навіть, повністю припинено.
- Підвищена складність. Для сухих трубопровідних систем, потрібне додаткове керування та пристрої подачі повітря, що ускладнює систему. Це збільшує видатки на належне обслуговування, оскільки таке підвищення складності системи, призводить до створення менш надійної загальної системи (тобто ймовірності збільшення одиничних точок відмови) порівняно з системою мокрих труб.
- Більші витрати на встановлення та технічне обслуговування — додаткова складність впливає на загальну вартість встановлення сухої системи труб і збільшує витрати на обслуговування, найбільше через додаткові витрати на робочу силу.
- Збільшення часу спрацювання на пожежу. Оскільки трубопровід пустий під час роботи спринклера, існує невід'ємна тимчасова затримка подачі води до спринклерів які спрацювали, через те, що вода під час переміщення від стояка до спринклера, поступово заповнює трубопроводи. Зазвичай, нормативними вимогами допускається до 60 секунд, з миті відкриття одного спринклера до часу, поки воду не буде розвантажено на вогонь. Така затримка у придушенні вогню, призводить до збільшення контрольованої пожежі.

### Системи потопу
Системи «Потопу» — це системи, в яких усі спринклери, які під'єднано до системи водогону, відкриті, оскільки змінний елемент керований теплом, видаляється або його навмисно розроблено таким. Ці системи використовуються для особливих небезпек, коли швидке поширення вогню є великою загрозою, оскільки вони забезпечують одночасне застосування води усією зоною небезпеки. Вони іноді, встановлюються на шляху виходу персоналу з будівлі, щоб уповільнити рух вогню.
Вода не присутня у трубопроводі доти, поки система не працює. Оскільки отвори спринклера відкрито, трубопровід перебуває під атмосферним тиском. Щоби запобігти подаванню води до трубопроводу, у місці приєднання до водогону, використовується «дренчерний клапан», який є механічно зачиненим клапаном. Це клапан без повернення, тож залишається відкритим після спрацювання.
Оскільки елементи теплочутливості, присутні в автоматичних спринклерах, були видалені (у підсумку, спринклери відкриті), дренчерний клапан повинен відчинятися, за сигналом системи пожежної сигналізації. Вид пристрою задіяння пожежної тривоги, обирається найчастіше, на основі небезпеки (наприклад, спринклери, димові сповіщувачі, теплові сповіщувачі або оптичні давачі полум'я). Пристрій задіяння, сигналізує на панель пожежної тривоги, яка, у свою чергу, дає команду відкрити дренажний клапан який дозволяє воді потрапити до системи трубопроводів. Вода тече з усіх спринклерів одночасно. Увімкнення також, може бути ручним, залежно від мети системи. Ручне вмикання, зазвичай, здійснюється через електричну або пневматичну станцію пожежної сигналізації.

### Системи попередньої дії
Спринклерні системи попередньої дії, призначено для використання у місцях, де випадкова активація небажана, наприклад, у музеях з рідкісними творами мистецтва, рукописами та книгами; центрів обробки даних для захисту комп'ютерного обладнання від випадкового скидання води.
Системи попередньої дії, являють собою гібриди мокрих, сухих і потопних систем, залежно від певної мети системи. Існує два основних підтипи систем попередньої дії: одиничне блокування та подвійне блокування.
Робота одиничних систем блокування, подібна сухим системам, за винятком того, що ці системи вимагають, щоби «попередня» подія виявлення пожежі, як правило, спрацьовування давача тепла або диму, відбувалося до «дії» введення води у трубопровід системи відкриванням клапану попередньої дії, який є механічно закритим клапаном (тобто подібним дренчерному клапану). Таким чином, система по суті, перетворюється з сухої системи на мокру. Мета полягає у тому, щоби зменшити небажану затримку подачі води до спринклерів, яка властива сухим системам. Перед виявленням пожежі, якщо спринклер працює, або система трубопроводів розвиває витік, втрата тиску повітря в трубопроводі задіює сигнал тривоги. У цьому випадку, клапан попередньої дії не відкривається через втрату контрольного тиску, і вода не увійде до трубопроводу.
Робота подвійних систем блокування, подібна системам потопу, за винятком того, що використовуються автоматичні спринклери. Ці системи вимагають, щоби перед «дією» введення води до трубопроводу системи, відбувалося як «попередня» подія, виявлення пожежі, як правило, спрацьовування теплового або димового сповіщувача, так і операція автоматичного спринклера. Активація або лише пожежних сповіщувачів, або спринклерів поодинці, без одночасної роботи іншого, не дозволить воді увійти до трубопроводу. Оскільки вода не надходить до трубопроводу доти, поки не буде працювати спринклер, подвійні блокувальні системи вважаються сухими системами з точки зору часу доправлення води і схожим чином, вимагають велику площу конструкції.

## Спринклер
Спринклерний зрошувач (англ. sprinkler — «зрошувач, обприскувач») — складова системи пожежогасіння, зрошувальна головка, вмонтована в спринклерну систему (мережу водопровідних труб, в яких постійно знаходиться вода або повітря під тиском). Отвір спринклера закрито тепловим замком або чутливою до тепла колбою, розрахованими на температуру 57, 68, 79, 93, 141, 182, 204, 260 і навіть 343 °С. За досягнення у приміщенні, на висоті установки спринклера, температури певної величини, замок зрошувальної головки розплавлюється або репається колба, і вода або інша вогнегасна речовина (у разі порошкового пожежогасіння), починає зрошувати зону, яка захищається. Вадою такої системи, є порівняно велика інерційність — головки відкриваються приблизно за 2-3 хвилини після підвищення температури.
Час спрацювання зрошувача не повинен перевищувати 300 секунд для низькотемпературних спринклерів (57 °C і 68 °C) і 600 секунд для високотемпературних спринклерів. Спринклерні зрошувачі, які спрацювали, відновленню та повторному використанню, не підлягають. Їх треба замінити на нові. Строк придатності зрошувачів, становить 10 років з дня виготовлення. По закінченню цього терміну, спринклери підлягають випробуванням чи заміні.

#### Користь
За даними Національної асоціації протипожежного захисту США (NFPA), пожежі у готелях зі спринклерами, завдавали у середньому, на 78 % менше шкоди, за пожежі у готелях без них (статистика за 1983—1987 роки). NFPA каже, що середня втрата на одну пожежу в будівлях зі спринклерами, становила 2300 доларів США, порівняно із середньою втратою 10300 доларів, у будівлях без спринклерної системи. NFPA додає, що не має даних про смертність у повністю спринклерованій будівлі за межами місця виникнення вогню.
Однак, у чисто економічному порівнянні, це не повна картина, бо повинно бути враховано загальні витрати на установку спринклерних систем, а також витрати, пов'язані з випадковим випуском води без настання пожежі.
NFPA заявляє, також, що не має записів про пожежу, яка вбиває більше двох осіб у цілком спринклерованій будівлі, де спринклерна система працювала належним чином, за винятком вибуху чи спалаху вогню, або коли члени пожежної команди чи працівники, загинули під час здійснення пожежогасіння. Спринклери, також, використовуються для поливу городів, газонів, полів тощо.